# 蒋景高
蔣景高（1319年—1376年），字伯高，号丹台外史。象山人。
生於元延佑六年（1319年），洪武初荐授国子助教。象山縣教諭。洪武九年（1376年）卒於任上。吳晗的《朱元璋傳》說蔣景高「以表箋誤被逮赴京師斬於市」，應是緣自《閑中今古錄摘抄》一書誤傳。